# 拉贝日记 (电影)
《拉贝日记》（英語：John Rabe）是一部中德合拍关于南京大屠杀的电影，故事取材于第二次世界大戰期間，在中國經商的约翰·拉贝所撰写之战时日记《拉贝日记》，讲叙他见证南京大屠杀的始末，并且拯救了20余万中国人的故事，号称是“中国版辛德勒的名单”。

## 主要演员
- 乌尔里奇·图库尔 饰 约翰·拉贝
- 丹尼尔·布尔 饰 乔治·罗森
- 史迪夫·布切米 饰 罗伯特·威尔逊
- 安妮·康辛妮 饰 瓦莱莉·杜普雷
- 黛格玛·曼佐 饰 拉贝夫人
- 张静初 饰 琅书
- 香川照之 饰 朝香宫鸠彦

## 剧情
讲叙约翰·拉贝亲眼见证南京大屠杀的始末，并救下20余万中国人的故事。剧中有部分情节和人物为虚构，如中国女学生琅书。

## 评价
《拉贝日记》烂番茄新鲜度75%，平均得分6.3分，收获了大多好评。
本片被与《辛德勒的名单》进行了比较，也得到了《纽约时报》的好评。

## 上映与发行
《拉贝日记》于2009年4月29日在中国大陆上映，與2009年4月的电影《南京！南京！》為同期作品，该电影在日本被各大院线全面抵制，并未公映。
2011年10月31日，ZDF播放了《拉贝日记》的电视版，分为两部分，延长了172分钟的播放时间，并增加了其他场景。市场份额分别为328万和322万，分别占10.2％和12.2％。
本片于2014年5月17日在日本举行的“保存南京历史事实电影节”（日語：南京·史実を守る映画祭）上放映。但是仍没有通过日本映画伦理机构的审查在日本院线正式上映

## 奖项
- 德国电影奖
  - 最佳影片
  - 最佳制作设计
  - 最佳服装设计
  - 最佳导演（提名）：弗洛里安·加伦贝格尔